# وليد زاكي الدين
وليد زاكي الدين هو مغني سوداني، ولد في مدينة أم درمان وترعرع بين احياء البوستة والعباسية وبانت 

## المراحل التعليمية
- مدرسة الرشاد الابتدائية
- مدرسة الأميرية المتوسطة
- مدرسة المؤتمر
- نال بكلاريوس إدارة الأعمال من جامعة ام درمان الأهلية
- ماجيستير علاقات دولية من كلية الاقتصاد والعلوم السياسية جامعة الخرطوم [2]

## ابرز أعمال المغني وليد زاكي الجين
- انا استاهل
- يا رشا يا كحيل
- زمن الربيع
- يا قمري
- تستاهلي
- صمت الكلام[3]